# Lorenzo de Alemany
Lorenzo de Alemany (Madrid, 1799-Santander, 1855) fue un autor, escritor y editor español. 

## Biografía
Nació accidentalmente en Madrid en 1799, siendo hijo de Pablo, natural de Sabadell y de Josefa Soler, de Barcelona. Fue profesor de francés en la Academia especial del cuerpo de ingenieros establecido en Alcalá de Henares; hizo oposiciones a las cátedras del consultado de Madrid y del Instituto de Lérida, y el 21 de abril de 1840 tomó posesión de la de francés del Instituto Cantábrico de Santander. Colaboró en la Revista Española y en El Correo Nacional, y en 1833 fue uno de los fundadores de la revista El Ateneo. Murió en Santander a principios de noviembre de 1855.
Entre su obra se encuentran Elementos de Gramática castellana, Gramática francesa, Nuevo Catón o Manual para aprender las primeras nociones de lectura, Tratado de aritmética, Principios de Aritmética, Álgebra y Geometría, Curso completo de gramática parta, Elementos de gramática latina, Viaje alrededor del mundo, Análisis del nuevo arte de enseñar la lengua latina, Curso elemental de geografía e historia,  Tratado elemental de aritmética, Colección de autores franceses o Manual de pesas y medidas.